# والیس (کانزاس)
والیس (به انگلیسی: Wallace) شهری در ایالت کانزاس کشور ایالات متحده آمریکا است که جمعیت آن در سرشماری سال ۲۰۱۰ میلادی، ۵۷ نفر بوده‌است.